# Pecluma ferruginea
Pecluma ferruginea là một loài thực vật có mạch trong họ Polypodiaceae. Loài này được (M. Martens & Galeotti) M.G. Price miêu tả khoa học đầu tiên năm 1983.